# روائع في المسرح والشعر (كتاب)
روائع في المسرح والشعر هو تجمّع متألق لأعمال الشاعر الهندي العظيم روبندرونات طاغور، الذي نسج من أنامل الحروف سيمفونية إنسانية فريدة تتناغم فيها مسرحيات تتأمل جوهر الوجود، وشعر يلامس أعمق خفقات الروح. هذا الكتاب هو مرآة تعكس صراعات النفس البشرية بين الفناء والخلود، وبين العتمة والضوء، ليأخذ القارئ في رحلة تأملية تتخطى حدود الزمان والمكان.

## العنوان
يُجسد عنوان الكتاب رؤية طاغور الفنية التي تجمع بين الحركة المسرحية الحية وبلاغة الشعر الصامت، ليخلق جسراً بين التعبير الدرامي والوجدان الشعري، مما يجعل العنوان بوابة لفهم المزيج الفريد من الإبداع.

## نبذة
تحتفي النصوص المسرحية والشعرية في هذا الكتاب بالإنسان بكل تناقضاته، حيث يتصارع العقل مع القلب، والواقع مع الحلم، والقيود مع الحرية. تراوح بين تصوير الطبيعة كمعلم حكيم واحتفاء بالحب كمصدر لا ينضب للوجود. تمتزج في صفحاته رموز الثقافة الهندية العميقة مع فلسفات عالمية، موجهة رسالة سلام وتسامح واحتفاء بحكمة الحياة.

## الشخصيات
تتعدد شخصيات المسرحيات بين الرمزية والأسطورية، فتجسد الأمثلة الحية لصراعات الإنسان مع ذاته، وتجسد مفاهيم الحب، الغيرة، التضحية، والتجديد. وتُبرهن على قدرة طاغور على تقديم نماذج إنسانية عميقة تنطق بلغة الروح والجمال.

## الأثر
يُعتبر هذا الكتاب من القمم الأدبية التي أسهمت في نهضة الأدب الهندي الحديث، حيث تزامن مع فترة انفتاح الثقافة الهندية على العالم. ترك أثرًا بالغًا في الأدب المسرحي والشعري، وألهم أجيالاً من الكتاب والفنانين للبحث عن صوت إنساني جامع بين التراث والمعاصرة.

## الجوائز
نال طاغور جائزة نوبل في الأدب عام 1913، ليصبح أول كاتب آسيوي ينال هذا التكريم، وكان هذا العمل من أعمدة إبداعه التي أشادت بها لجنة التحكيم، معتبرة إياه صوتاً عالميًا يعبر عن جوهر الإنسانية.

## اقتباسات
- "الشعر هو نبض الحياة الذي ينسج من خيوط الحلم حقيقة."
- "على خشبة المسرح، تلتقي الأرواح لتسرد قصة الوجود الأبدي."
- "في أعماق الكلمات، تكمن أسرار الكون المجهولة."